# Crooklands
Crooklands är en by i Cumbria i England. Byn ligger 73,3 km från Carlisle. Orten har 2 176 invånare (2011).